# Bombardier 415
Бомбардье́ 415 (англ. Bombardier 415), ранее Canadair CL-415, De Havilland Canada DHC-515 — серия многоцелевых турбовинтовых двухмоторных противопожарных самолётов-амфибий, разработанных компанией Canadair. Производится канадской компанией Bombardier, а ранее - De Havilland Canada.

## Разработка
Первый гидросамолёт Бомбардье́ 415 поднялся в воздух 6 декабря 1993 года. В декабре 1994 года первую заказанную машину передали Франции.
Он может быть использован для выполнения поисково-спасательных операций, доставки групп спасателей и специального оборудования в районы бедствия. Самолёт способен взлетать как с земли, так и с водной поверхности. Бомбардье́ 415 успешно используются в странах, где леса расположены на холмах недалеко от морского побережья или крупных водоёмов.
Помимо баков для воды на самолёте установлены баки для концентрированной противопожарной пены, а также система смешивания воды и пены.
Противопожарный самолёт может быть переоборудован в транспортный. Даже в противопожарном варианте Бомбардье́ 415 способен перевозить до восьми пассажиров, а после переоборудования пассажировместимость возрастает до 30 человек.

## Конструкция
Самолёт оборудован двумя турбовинтовыми двигателями Pratt & Whitney Canada PW123AF мощностью по 2380 л. с.
Воздушные винты фирмы Hamilton Sundstrand 14SF-19 (ранее Hamilton Standard), четырёхлопастные, диаметром 3,97 м, с регулируемым шагом, максимальной частотой вращения — 1200 об/мин, реверсивные, флюгируемые. В конструкции лопастей применены композиционные материалы. Профиль крыла NACA 4417.

## Эксплуатанты
Канада

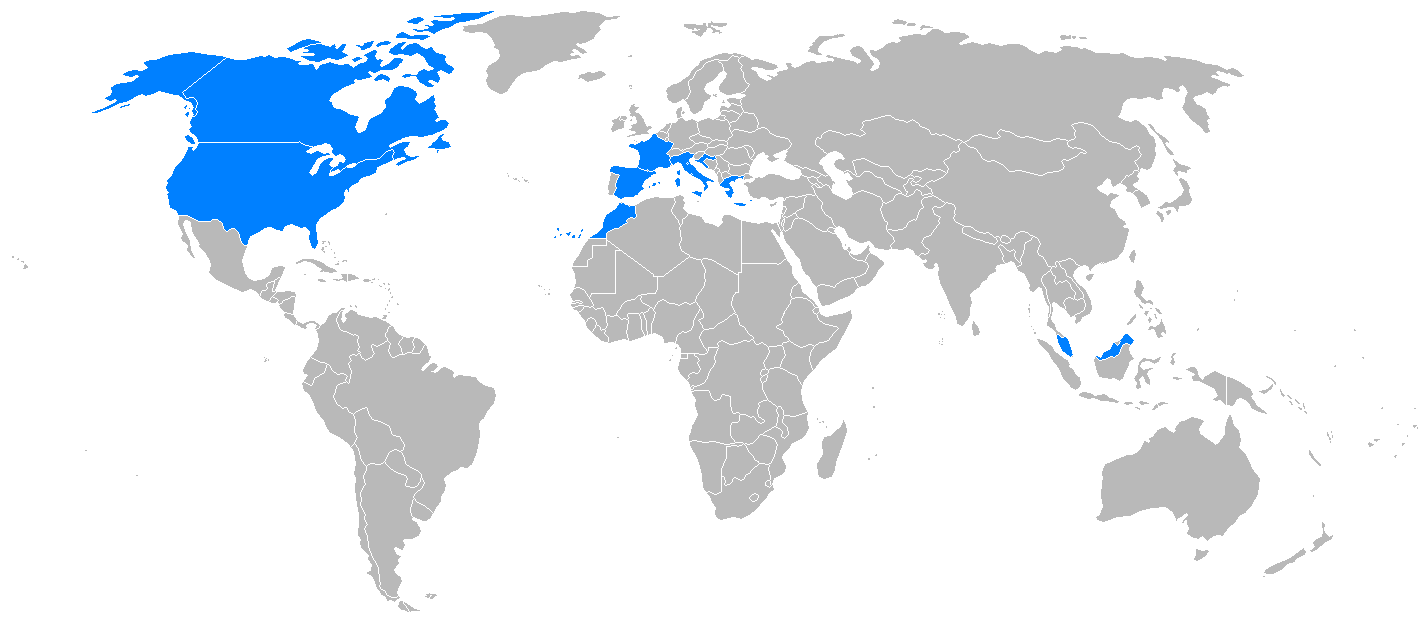
Страны, где эксплуатируется Bombardier 415

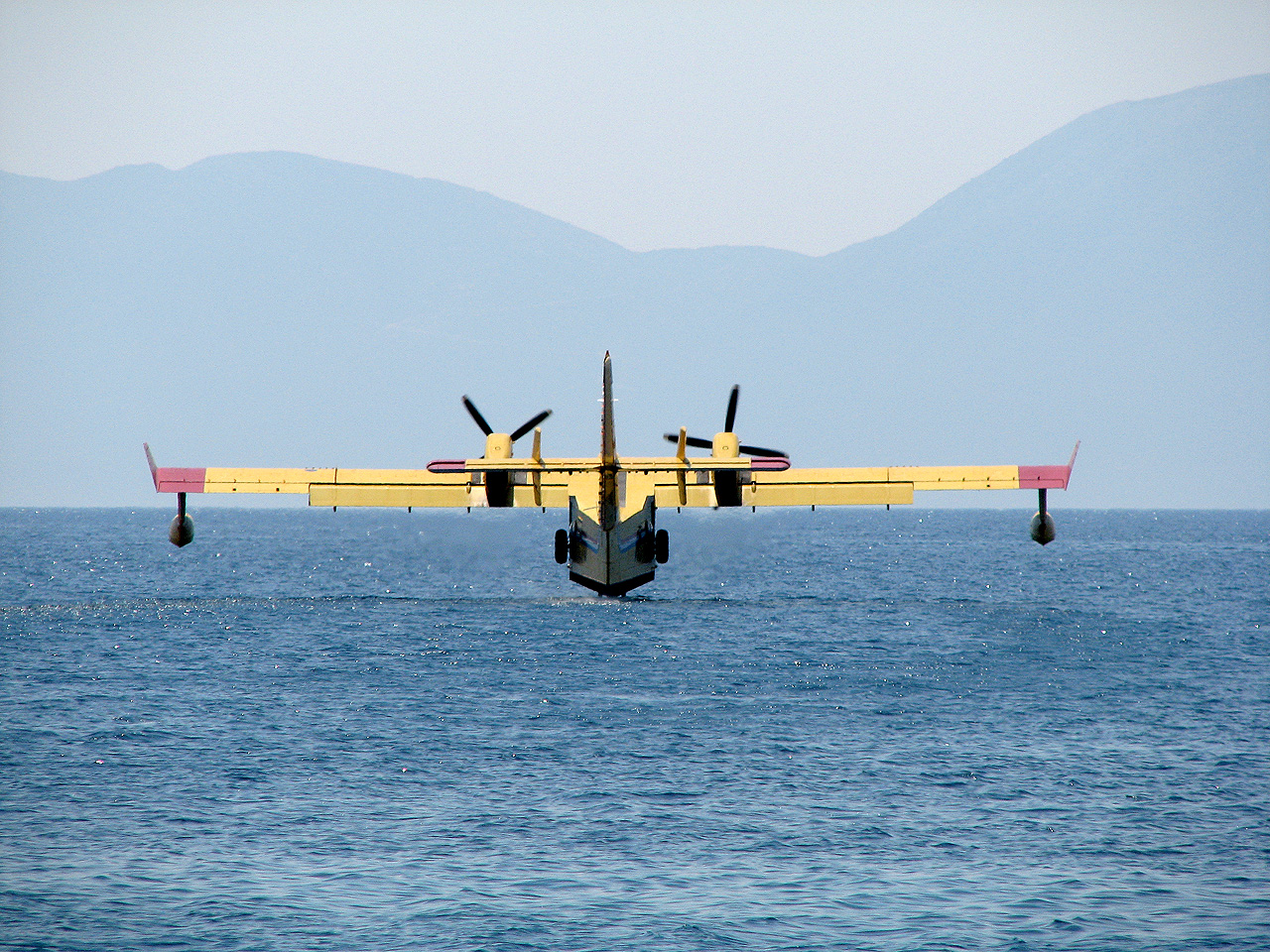
Пожарный Bombardier 415 в Живогошче, Хорватия

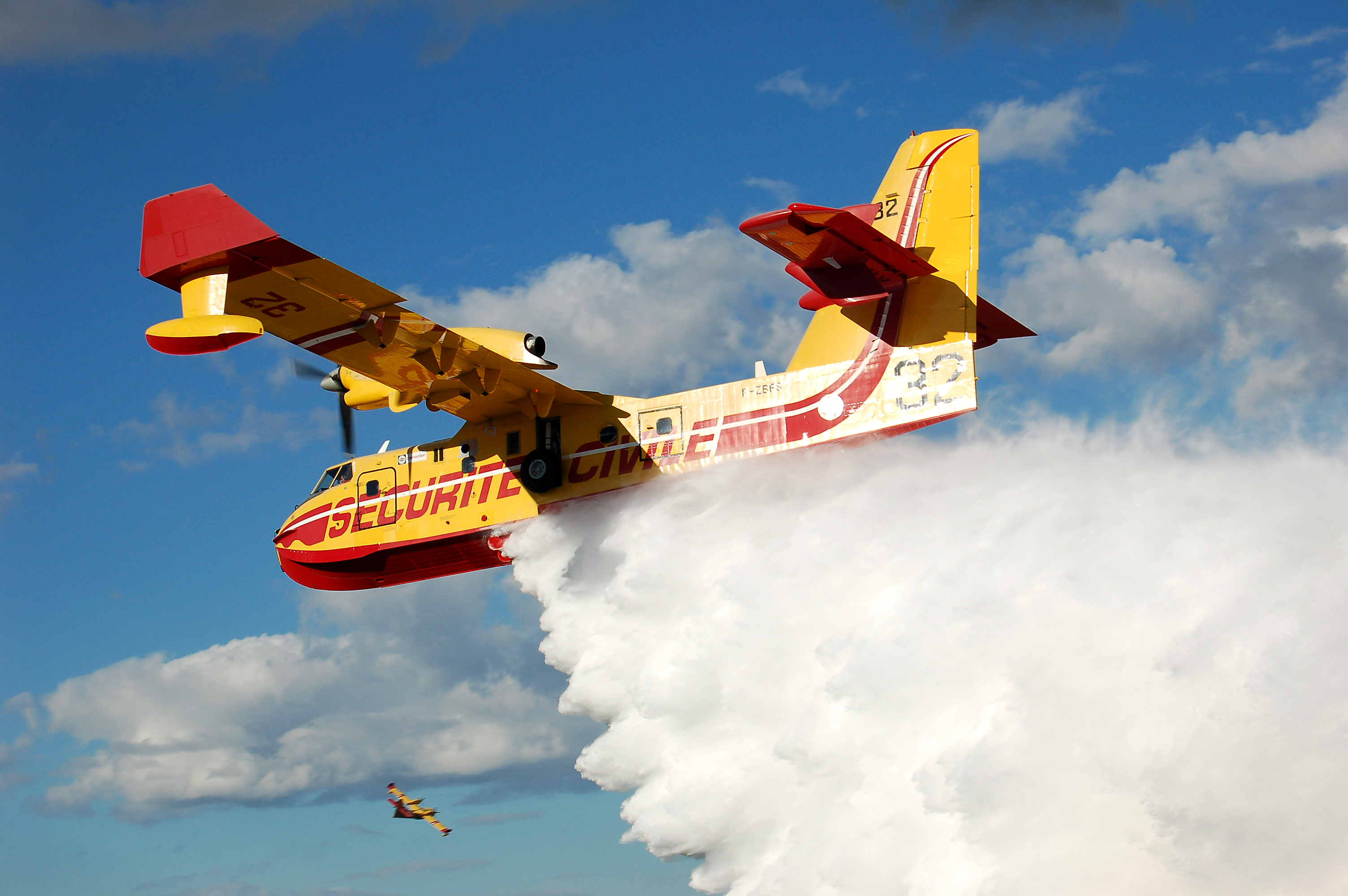
Французский CL-415 сбрасывает воду на пожар

- Министерство природных ресурсов Онтарио (9)
- Министерство природных ресурсов Квебека[англ.] (8)
- Департамент природных ресурсов Ньюфаундленда и Лабрадора[англ.] (4)
- Правительственная авиация, Манитоба (4)
- Авиация провинции Ньюфаундленд и Лабрадор (2)[8]

 Хорватия
- Военно-воздушные силы (6)

 Франция
- Министерство внутренних дел (12)[9]

 Греция
- Военно-воздушные силы (8)[10]

 Италия
- Департамент гражданской обороны[итал.] (15)[11]

 Марокко
- Военно-воздушные силы (6)

 Испания
- Военно-воздушные силы (3)[12]

 США
- Пожарный департамент Лос-Анджелеса[англ.] (2)

## Потери самолётов
На 17 июля 2020 года по неофициальным зарубежным данным в различный лётных происшествиях было потеряно 8 машин. В катастрофах погибло 10 человек.
| Дата       | Бортовой номер | Место катастрофы      | Жертвы | Краткое описание                                                               |
| ---------- | -------------- | --------------------- | ------ | ------------------------------------------------------------------------------ |
| 17.11.1997 | F-ZBFQ         | Марсель               | 1/2    | Упал в море.                                                                   |
| 16.08.2003 | I-DPCN         | около Эзине           | 0/2    | Упал в деревья после попадания в область турбулентности в узкой горной лощине. |
| 08.03.2004 | F-ZBEZ         | озеро Сент-Круа       | 2/3    | Упал в воду при попытке забора воды.                                           |
| 18.03.2005 | I-DPCK         | около Форте-дей-Марми | 2/2    | После забора воды задел линию электропередач и рухнул на дом.                  |
| 01.08.2005 | F-ZBEO         | 1,5 км от Кальви      | 2/2    | Разбился при тушении лесного пожара.                                           |
| 23.07.2007 | 2055           | около Dilesos         | 2/2    | Врезался в холм.                                                               |
| 23.07.2007 | I-DPCX         | около Сант-Эразмо     | 1/2    | Разбился при тушении лесного пожара.                                           |
| 03.07.2013 | C-FIZU         | около Уобуша          | 0/2    | Упал в озеро из-за перегруза.                                                  |
| 27.10.2022 | I-DPCN         | около Лингуаглосса    | 2/2    | Упал на склон горы в пикировании после сброса воды                             |

## Лётно-технические характеристики
По данным сайта производителя.

### Технические характеристики
- Экипаж: 2 человека
- Пассажировместимость: 8 человек
- Длина: 19,82 м
- Размах крыла: 28,6 м
- Высота: 8,9 м
- Площадь крыла: 100 м²
- Масса пустого: 12 880 кг
- Максимальная взлётная масса

с земли: 19 890 кг
с воды: 17 170 кг

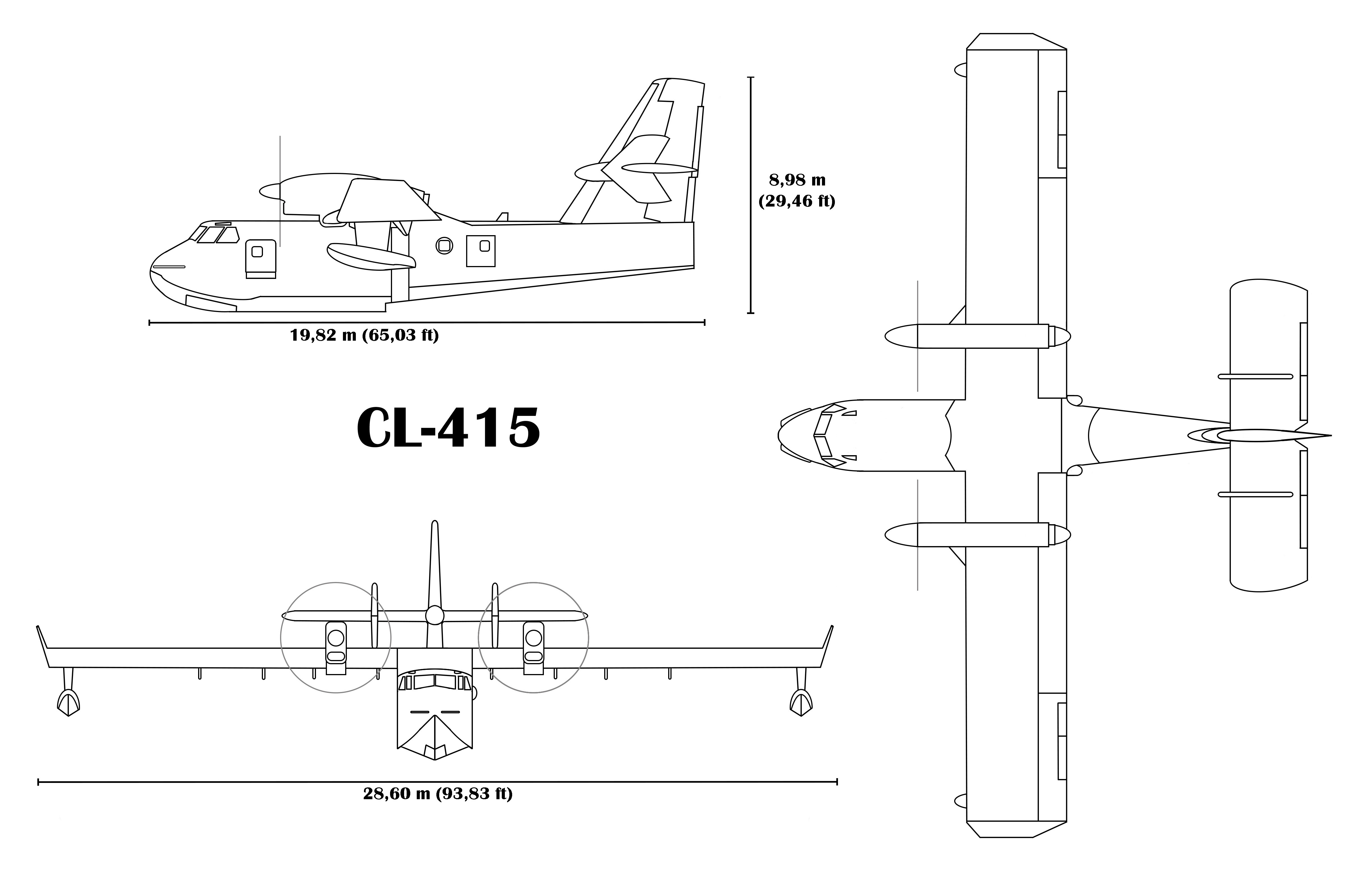
Canadair CL-415

- Двигатели: 2× ТВД Pratt & Whitney Canada PW123AF
- Тяга: 2× 2 380 л.с. (1 774 кВт)

### Лётные характеристики
- Максимальная скорость: 359 км/ч
- Крейсерская скорость: 333 км/ч
- Скорость сваливания: 126 км/ч
- Практическая дальность: 2 443 км
- Практический потолок: 4 500 м
- Скороподъёмность: 8,1 м/с